# Мария — королева Шотландии (фильм, 2013)
«Мария — королева Шотландии» (англ. Mary Queen of Scots) — исторический биографический фильм 2013 года о жизни шотландской королевы Марии I Стюарт. Фильм был представлен на специальном показе Международного кинофестиваля в Торонто.

## Сюжет
Фильм начинается с периода детства Марии Стюарт, её обручения с французским дофином и отправки во Францию вместе с четырьмя ровесницами-подругами, тоже Мариями. Через десять лет повзрослевшая королева венчается с будущим французским королём Франциском. В ту же ночь во Франции получают известие о смерти королевы Марии Кровавой, ей наследует Елизавета, которая, однако была признана отцом незаконнорождённой. Мария Стюарт, королева Шотландии и Франции, рассматривается как более законная претендентка на престол Англии.

## В ролях
| Актёр             | Роль            |
| ----------------- | --------------- |
| Камилла Резерфорд | Мария Стюарт    |
| Роксана Дюран     | Мария Сетон     |
| Гайя Вайсс        | Мария Флеминг   |
| Зои Шелленберг    | Мария Битон     |
| Пенелопа Левек    | Мария Ливинстон |
| Сильвен Левитт    | дофин Франциск  |
| Джоана Прайсс     | Мария де Гиз    |
| Штефан Эйхер      | Генрих II       |
| Шон Биггерстаф    | граф Ботвелл    |
| Анейрин Барнард   | лорд Дарнли     |
| Эдвард Хогг       | граф Морей      |
| Мехди Дехби       | Риччо           |
| Тони Карран       | Нокс            |
| Клайв Расселл     | граф Мортон     |
| Йен Ханмор        | лорд Рутвен     |
| Бруно Тодескини   | де Крос         |